# Tuenti
Tuenti é uma rede social virtual dirigida para a população jovem espanhola. Permite ao usuário criar seu próprio perfil, carregar fotos e vídeos e entrar em contato com amigos. Outras possibilidades são possíveis como criar eventos e etiquetar amigos em fotos. O acesso é privativo somente a convidados.
Foi inaugurado em janeiro de 2006 e é um dos sites mais populares da Espanha.

## Nome
O nome Tuenti provém da pronúncia do número "20" em inglês (twenty). Segundo uma reportagem jornalística para a equipe do Tuenti, disseram que seu nome vinha da pronúncia de 20, já que essa página iria ser dedicada aos jovens desta idade.
Segundo Zaryn Denzel, o nome "Tuenti" surgiu da necessidade de encontrar um que inclui "tu" e "você" (Tu en ti em espanhol). Para colocar-lhe o nome dos membros baralhadas muitos nomes e no final decidiram por Tuenti porque se parece a "tu entidade" e porque soava bem.

## Funcionamento
Tuenti é uma rede social de acesso restrito a que só se entra com o convite de um membro anteriormente registrado. Este mecanismo, segundo a empresa, garante a princípio que todo usuário recém-chegado já tenha uma ligação com outro membro da rede a partir do qual possa começar a estabelecer relações com o resto dos usuários. Acredita-se que o sucesso de Tuenti radica na garantia de privacidade que ele oferece.